# Републиканска партия
Вижте пояснителната страница за други значения на Републиканска партия.
Републиканската партия (на английски: Republican Party, второ име – Голямата стара партия (на английски: Grand Old Party, GOP) е американска партия, която е основана на 20 март 1854 г. Тя е една от двете основни политически партии (заедно с Демократическата партия) в САЩ. Политическата платформа на партията отразява американския консерватизъм в американския политически спектър и се счита за дясна, в противоположност на социално-либералната платформа на демократите.
Републиканската партия е създадена на основата на коалиции от промишлено-търговската буржоазия от Североизточните щати и други социални слоеве, борещи се за ликвидиране на политическата власт на робовладелската олигархия от Юга. Борбата между Републиканската партия и Демократическата партия отразява противоречията между развиващия се на Север капитал и робовладелската система на Юга.
За идеолози на партията се смятат Ейбръхам Линкълн, Лео Щраус, Томас Соуел.
Централният клуб на Националния комитет на партията се намира във Вашингтон.
Неофициалният символ на партията е слон (олицетворяващ мощ), а неофициалният цвят е червеният.